# Al Mayadeen
Al Mayadeen (en árabe: الميادين; Campos en español) es un canal de televisión por satélite pan-arabista lanzado el 11 de junio de 2012 en Beirut, Líbano.
Su programación es predominantemente noticias y tiene reporteros en la mayoría de los países árabes. En el mercado pan-árabe de noticieros de televisión compite contra Al Jazeera, Al Arabiya, Sky News Arabia y BBC Arabic Television. En su fundación en 2012, muchos de los altos funcionarios de Al Mayadeen eran antiguamente corresponsales y editores de Al Jazeera.
El canal es parte de la red de medios por satélite de Al Mayadeen, incluyendo una compañía de producción, una estación de radio, un sitio web, una compañía de publicidad y otros proyectos relacionados con los medios de comunicación.
Además de la sede en Beirut, Al Mayadeen tiene una amplia red de noticias y tres oficinas regionales, una en Túnez, otra en El Cairo con tres reporteros y un gran estudio, y una tercera en Teherán.

## Personal
Ghassan bin Jiddo es el jefe de la junta directiva y director del programa del canal. Él es el exjefe de las oficinas de Al Jazeera en Irán y Beirut y un expresentador de talk show en el canal. Renunció a la Al Jazeera de Catar en 2011, criticando su reporte de la guerra civil siria. Jiddo aparentemente acusó a Al Jazeera de desviarse de los "estándares de transmisión profesional", enfatizando que Al Mayadeen seguiría siendo objetivo e imparcial. Nayef Krayem, propietario de la televisora Al Ittihad, con sede en el Líbano, y exdirector de la televisión afiliada a Hezbollah Al Manar, fue designado como el gerente general del canal, pero renunció un mes antes de su lanzamiento.
El personal del canal incluye a periodistas libaneses como Sami Kulaib, Ali Hashem, ex corresponsal de guerra de Al Jazeera, que renunció al canal de Catar por reclamaciones, rehusó transmitir imágenes de militantes en las fronteras sirias libanesas en los primeros días del levantamiento sirio, Zahi Wehbe, Lina Zahreddine, Lana Mudawwar, Muhammad Alloush, Ahmad Abu Ali y Dina Zarkat. Además, dos periodistas sirios, Ramia Ibrahim y Futoun Abbasi, y dos periodistas palestinos Kamal Khalaf y Ahmad Sobh, así como la yemenita Mona Safwan, también forman parte de su personal. Al igual que Jiddo, la mayoría del personal del canal son los ex corresponsales y editores de Al Jazeera. George Galloway, exdiputado británico, es un presentador para el canal.
El canal tiene una red de reporteros en Palestina (específicamente, en Gaza y Ramala) y también, en Jerusalén. Se informa de que su tarea es proporcionar al canal una sección de noticias diarias en la emisión de noticias titulada "Una Ventana en Palestina". Además, hay reporteros del canal en Amán, Trípoli, Rabat, Jartum, Mauritania y Comoras. El corresponsal del canal en Damasco fue retirado en abril de 2014.
Omar Abdel Qader, un camarógrafo sirio que trabajaba para Al Mayadeen, fue asesinado por un francotirador durante los enfrentamientos en Deir Ezzor el 8 de marzo de 2014.

## Programación
Al Mayadeen emite durante las 24 horas diarias. A partir de septiembre de 2013, el canal tenía diez noticiarios y casi 17 programas distintos.
Uno de sus programas es A Free Word ("Un Mundo Libre", en español), un programa presentado por George Galloway. El canal había emitido antes un programa, conocido como Hadith Dimashq ("El Diálogo de Damasco", en español), centrándose en la guerra civil siria, hasta abril de 2014, cuando terminó de transmitirse.

## Alineación política
El nombre del canal, Al Mayadeen, significa "campos" en español, indicando su objetivo "dar cobertura a las acciones populares árabes sobre las plazas del cambio en el contexto de las revoluciones de la primavera árabe". El canal argumenta que proporciona periodismo, que está "comprometido con asuntos nacionalistas, panárabes y humanitarios dentro de la plantilla de la objetividad periodística profesional". Además, se presenta como un "proyecto de medios libres e independientes" con 500 empleados y periodistas en las capitales árabes y occidentales.
Su lema es "La realidad tal cual es" y su política editorial enfatiza que Palestina y los movimientos de resistencia donde quiera que se encuentren sean su punto de referencia. También se dijo que la causa palestina es la pieza central del canal. Por otra parte, France 24 y Mohammed Al Jazairy de Asharq Alawsat argumentan que Al Mayadeen representa la última expansión de Irán, Siria y Hezbollah en el campo de los medios de comunicación. Zeina Karam, de la Associated Press, afirma que el aliado cercano del canal en el Líbano es el poderoso grupo militante chiita Hezbollah.
El canal árabe ha tenido trabajos conjuntos con el canal latinoamericano Telesur, colaborando en programas culturales y enviándole mensajes de apoyo.
Al Mayadeen prefiere referirse a los rebeldes como "terroristas", y a las acciones del gobierno sirio contra los rebeldes como "limpieza" al reportar la guerra civil siria. Después de su primer año de emisión el canal comenzó a ser conocido por Matthew Keys como "anti-Al Jazeera".
El 6 de noviembre de 2015, la organización de televisión por satélite Arabsat controlada por Arabia Saudita suspendió y prohibió a Al-Mayadeen radiodifundirse en el sistema de satélites de Arabsat. El motivo fueron las posturas editoriales de los programas de noticias de Al-Mayadeen, incluyendo el espíritu de la cobertura de Al-Mayadeen de la intervención militar saudita en la actual guerra civil en Yemen.

## Propiedad
Supuestamente se afirma que los propietarios del canal son anónimos empresarios árabes Y hay especulaciones sobre la financiación del canal. Los medios occidentales afirman que el canal es una plataforma de propaganda para Irán y Hezbolá y es financiado por ellos.[cita requerida]
Omar Ibhais, productor independiente de televisión libanesa, argumentó que el canal es una empresa conjunta entre los iraníes y Rami Makhlouf, primo del presidente sirio, Bashar Assad. Sin embargo, Ghassan bin Jiddo, director del canal, negó estas afirmaciones y declaró que el canal está financiado por empresarios árabes cuya identidad no revelaría.[cita requerida]